# Hyperglykemie
Hyperglykemie (někdy psáno hyperglykémie) je definováno jako zvýšení glykemie nad normu. Za normoglykémii u zdravých osob na lačno je považováno rozmezí 3,9-5,6 mmol/l. U diabetiků se za optimální hladinu glykémie (ke které směřuje terapeutická intervence) nalačno považuje rozmezí 4-6 mmol/l, rozmezí 6-7 mmol/l je hodnoceno jako uspokojivé a nad 7 mmol/l je neuspokojivá hladina glykémie. Hodnoty glykémie po jídle rostou u zdravých osob i u diabetiků a norma pro stavy po jídle je tedy vyšší. U diabetiků je většinou často zvýšená glykémie jak nalačno tak po jídle a po jídle trvá zvýšení glykémie déle než u nediabetiků. Výrazná hyperglykémie může diabetika ohrozit porušením acidobazické rovnováhy organismu (ketoacidóza), mírnější, ale dlouhotrvající hyperglykémie zvyšuje riziko rozvoje pozdních komplikací diabetu.

## Příčiny
Může být způsobena nedostatečnou aplikací inzulinu, přejedením, anebo působením stresových hormonů (adrenalin, kortizol). Dalšími příčinami mohou být horečnaté onemocnění, vynechání aplikace inzulinu nebo vznik diabetu.

## Projevy
Nejčastějšími akutními projevy hyperglykemie jsou žízeň, sucho v ústech a s tím spojené nadměrné močení. Někteří lidé také cítí velký hlad nebo vidí rozostřeně. Močí tělo spolu s vodou ztrácí i minerální látky. Dlouhotrvající hyperglykemie přispívá k narušení funkce tělesných struktur, které mají za příčinu vznik chronických pozdních komplikací diabetu. Sem se řadí diabetická retinopatie (poškození cév vyživujících sítnici oka), diabetická nefropatie (poškození cév obalujících glomeruly ledvin), diabetická neuropatie (poškození funkce autonomních nebo senzorických nervů), diabetická makroangiopatie (poškození velkých cév) a syndrom diabetické nohy.

## Léčba
Hyperglykemii lze snížit na referenční hodnoty glykemie pomocí individuální odzkoušené dávky inzulinu. Pokud je glykemie nižší než cca 17 mmol/l, je možné hyperglykemii snížit pomocí fyzické aktivity (samotné nebo v kombinaci s dávkou inzulínu). Při hyperglykemii nad 17 mmol/l se nedoporučuje sportovat z důvodu zvýšené pravděpodobnosti vzniku diabetické ketoacidózy.

## Hyperglykemické kóma
V důsledku déletrvající hyperglykemie tělo cítí nedostatek zdroje energie ve svých buňkách a snaží se získat energii z dalšího nejvýhodnějšího zdroje, tj. z tuků. Rozkladem tuků vzniká energie a jako odpadní látka ketony, jejichž následkem je rozvoj diabetické ketoacidózy. Vnitřní prostředí těla se okyseluje a tím se rozvrací metabolismus ostatních metabolických drah. Neléčená diabetická ketoacidóza vede ke zhroucení metabolismu, které se může projevit hyperglykemickým kómatem, a nutnosti hospitalizace.